# Richard Keogh
Richard John Keogh (ur. 11 sierpnia 1986 w Harlow) – irlandzki piłkarz angielskiego pochodzenia występujący na pozycji obrońcy w angielskim klubie Derby County oraz w reprezentacji Irlandii. Wychowanek Stoke City, w swojej karierze grał także w takich klubach, jak Víkingur Reykjavík, Bristol City, Wycombe Wanderers, Huddersfield Town, Carlisle United, Cheltenham Town oraz Coventry City. Znalazł się w kadrze na Mistrzostwa Europy 2016.